# Nicci French
Pour les articles homonymes, voir French.
Nicci French est le pseudonyme conjoint de Nicci Gerrard (née le 10 juin 1958 à Worcestershire, Angleterre) et de son mari Sean French (né le 28 mai 1959 à Bristol). Ils sont tous les deux écrivains et journalistes anglais.

## Biographie
Après des études de littérature anglaise à l’université d’Oxford, Nicci Gerrard s’occupe d’enfants psychologiquement perturbés à Sheffield, dans le nord de l’Angleterre, donne des cours de littérature à Los Angeles puis à Londres et fonde Women’s Review (1985-1987), une revue féminine, avant de devenir journaliste dès 1989, pour différentes publications : New Statesman, The Observer, The Guardian, The Independent, The Sunday Times… Elle couvre l’actualité littéraire mais aussi les faits divers et les grands procès de serial killers.
D’un an son cadet, Sean French a, quant à lui, étudié au lycée William Ellis à Londres, avant de poursuivre des cours de littérature anglaise à l’Université d’Oxford. Il gagne alors un concours de jeunes écrivains organisé par Vogue et fait ses premières armes dans le journalisme, qui deviendra son métier. C’est dans ce contexte que Nicci Gerrard et Sean French se rencontrent et se marient. Entre passion amoureuse et littéraire, ils décident d’écrire en commun un premier thriller psychologique, Memory Game / Mémoire piégée (1997), sur le thème des secrets de famille et de leurs conséquences au moment où ils sont dévoilés. À l’occasion de l’agrandissement d’une maison, des ouvriers mettent au jour le cadavre d’une fillette, la fille de la famille, disparue il y a vingt cinq ans, l’été de ses dix-sept ans. Quel terrible secret cette famille, sous des dehors respectables, cache-t-elle ? Signé du pseudonyme de Nicci French, le roman rentre d’emblée dans la liste des best-sellers. Le couple enchaîne alors avec un deuxième thriller, Jeu de dupes (1998), qui « joue allègrement avec les inquiétudes et les incertitudes de la duplicité » selon Claude Grimal. Une psychiatre, spécialisée dans les conséquences somatiques des traumatismes, accepte d’héberger une adolescente dont les parents ont été sauvagement égorgés à leur domicile. Elle ne se doute pas alors qu’elle va entrer dans une machination incroyable. Écrit à la première personne, le roman est teinté d’un univers fantastique de comptines enfantines.
En 1999, avec la publication de Feu de glace, l’éditeur de Nicci French choisit de dévoiler au grand public l’identité des auteurs. Le livre raconte l’obsession d’une femme pour découvrir la personnalité de son compagnon, sa curiosité allant jusqu’à menacer son couple, son équilibre, et sa vie. Le roman remporte un succès mondial et se voit adapté au cinéma. À partir de là, France Loisirs prendra l’habitude de faire paraître en avant-première tous les autres romans de Nicci French.
Remarquable par sa dramaturgie, Dans la Peau (2001) l’est encore plus par la qualité de ses portraits psychologiques. Au nord de Londres, trois jeunes femmes aux vies et aux personnalités totalement différentes sont soudainement traquées, observées, espionnées par un serial killer. Cet homme leur envoie des lettres pour leur dire qu’ils les aime, et qu’il va bientôt venir leur rendre visite pour les tuer. On ne cesse de s’étonner de tant de cohérence et d’unité dans la voix des personnages de Nicci French, comme le confirme La Chambre écarlate (2001), double plongée dans des psychés complexes : dans l’esprit d’une psychiatre participant à l’enquête menée sur l’assassinat d’une jeune fugueuse, et dans celui du principal suspect dont elle doit dresser le profil. En proie au doute, elle se refuse à confirmer sa culpabilité et choisit de mener sa propre enquête, contre les évidences et les convictions de la police.
Vérité et mensonge sous-tendent le sixième roman de Nicci French, Au Pays des vivants (2002). Une femme parvient à s’échapper des mains d’un fou qui la maintenait prisonnière. Mais ni la police, ni les médecins, pas plus ses amis ne semblent la croire. Est-elle folle ou ce tueur existe-t-il vraiment ? Doit-elle oublier et se cacher ou le poursuivre pour retrouver sa vie ? Dans ce récit étourdissant, l’espoir se mêle au courage d’apprendre à affronter la vie et à s’en sentir libre.
Par leur épaisseur psychologique, par le malaise qu’ils créent dans le quotidien, les romans de Nicci French s’inscrivent dans la veine de Ruth Rendell, Anita Brookner et Patricia Highsmith. Pour écrire, le couple de romanciers s’impose des contraintes : leur personnage principal doit toujours être une femme forte et vulnérable, indépendante et têtue. Les auteurs ne s’inspirent jamais de faits réels mais d’anecdotes personnelles, de rencontres ou de voyages. Ils écrivent chacun à leur tour, faisant réécrire par l’autre leurs textes respectifs.
À noter que Sean French est l’auteur de plusieurs romans écrits seuls et de biographies (Brigitte Bardot, Patrick Hamilton, Jane Fonda).